# ГЕС Глоренца
ГЕС Глоренца (італ. Glorenza) — гідроелектростанція на півночі Італії. Знаходячись вище від ГЕС Кастельбелло, становить верхній ступінь в каскаді на річці Адідже (впадає в Адріатичне море утворюючи спільну дельту із По), яка на цій ділянці дренує східний схил хребет Сесвенна та західний схил Ецтальських Альп.
Будівництво станції розпочали у 1939 році, напередодні Другої Світової війни, внаслідок якої вони перервались у 1943-му та відновилися лише за три роки. Завершення комплексу припало на 1949 рік. Річку перекрили земляною греблею висотою 33 метри та довжиною 415 метрів. Вона утворила сховище (Lago di Resia або Reschensee) об'ємом 116 млн м3, до якого за допомогою насосної станції також подається вода з озера Мута (знаходиться на Адідже у 1,4 км нижче від Lago di Resia).
Накопичений ресурс подається до дериваційного тунелю довжиною 12 км, прокладеного через гірський масив лівобережжя (згадані вище Ецтальські Альпи). На завершальному етапі він переходить у напірний водогін довжиною 1 км до підземного машинного залу, доступ до якого забезпечується через службовий тунель довжиною 0,5 км. Зал обладнаний двома турбінами типу Пелтон загальною потужністю 105 МВт, які при напорі у 586 метрів забезпечують виробництво 237 млн кВт·год електроенергії на рік.
Відпрацьована вода по тунелю/каналу довжиною 1,7 км потрапляє до нижнього балнсуючого резервуару об'ємом 400 тис. м3, з якого починається тунель до наступної ГЕС Кастелбелло.
Видача продукції відбувається по ЛЕП, що працюють під напругою 130 та 220 кВ.